# Lansbergia albonotata
Lansbergia albonotata är en skalbaggsart som beskrevs av Louis Albert Péringuey 1885. Lansbergia albonotata ingår i släktet Lansbergia och familjen Cetoniidae. Inga underarter finns listade i Catalogue of Life.